# Esse quam videri
Esse quam videri è una frase latina che significa "Essere più che apparire", attribuita a Cicerone nel suo De Amicitia("Sull'Amicizia").

## Storia
Esse quam videri è una frase riportata nel saggio di Cicerone De Amicitia (capitolo 98). "Virtute enim ipsa non tam multi praediti esse quam videri volunt" (Pochi sono coloro i quali preferiscono essere virtuosi, piuttosto che sembrare tali).
Solo pochi anni dopo Cicerone, Sallustio usò la frase nel suo De Coniuratione Catilinae (54.6), scrivendo che Catone il Giovane "esse quam videri bonus malebat" (preferiva essere buono che sembrare tale). 
Precedentemente ad entrambi gli autori latini citati, Eschilo usò una frase simile in Sette contro Tebe al verso 592, dove gli araldi (angeloi) dicono del sacerdote Anfiarao: "ou gar dokein aristos, all' einai thelei" (il suo proposito non è sembrare il migliore ma esserlo davvero). Platone citò questo verso nella Repubblica (361b).
Ne il Principe, Niccolò Machiavelli capovolse questa frase in Videri Quam Esse (Sembrare più che essere), con riferimento al modo in cui principe avveduto dovrebbe comportarsi.
Il verso è utilizzato come motto da numerose istituzioni culturali intorno al mondo, come, ad esempio, dall'università inglese Royal Holloway University of London. In Italia, è il motto della Guardia costiera ausiliaria.